# Patrick Lehnen
Patrick Lehnen, Pseudonym Frank Vogel (* 6. März 1983 in Köln, Deutschland) ist ein deutscher Zauberkünstler für Tisch-Zauberei (Close-Up) und Bühnen-Shows (Stage).

## Leben
Patrick Lehnen ist Mitglied des Magischen Zirkels von Deutschland. 2010 trat er (damals unter dem Pseudonym Frank Vogel) erstmals bei dem Zauber-Wettbewerb des MZvD an und erzielte neben dem ersten Platz auch die punkthöchste Bewertung des gesamten Wettbewerbs. In den darauf folgenden Jahren folgten einige weitere Auszeichnungen. 2012–2015 war er Vize-Weltmeister in der Kategorie Kartenkunst. Seit 2017 ist er amtierender Deutscher Meister sowie Europameister der Zauberkunst.

## Auszeichnungen
- Auszeichnung zum „Magier des Jahres“ im MZvD (2017)[3]
- 1. Platz – Deutsche Meisterschaften der Zauberkunst (Gesamtsieger) (2017)
- 2. Platz – Magic Rings / Schweiz (2017)
- 1. Platz – Grand Prix Gesamtsieger (Punkthöchste Darbietung) / FISM Europameisterschaften (2017)[4]
- 1. Platz – Gesamtsieger (Punkthöchste Darbietung) / MZvD Vorentscheidungen (2016)
- 2. Platz – International Magic Convention / London (2013)
- 2. Platz – Grand Prix ETERNA / Schweiz (2013)
- 2. Platz – Card Magic / World-Championships FISM (2012)[2]
- 1. Platz – Magischer Sonntag / Essen (2012)
- 1. Platz – Kartenkunst / Deutsche Meisterschaften des MZvD (2011)
- 1. Platz – Close-Up (Punkthöchste Darbietung) / Schweizer Meisterschaften (2011)[1]
- 1. Platz – Gesamtsieger (Punkthöchste Darbietung) / MZvD Vorentscheidungen (2010)
- 1. Platz – Open Stage / Winterberg (2009)
- 2. Platz – Goldenes Zauber-Ei / Köln (2008)